# Bükk-fennsík
A Bükk-fennsík (más néven Magas-Bükk) a Bükk-vidék központi részét elfoglaló nagy, hullámos fennsík, amely Magyarország legnagyobb és legmagasabb ilyen jellegű térszíne. Egy földrajzi kistáj. A terület teljes egészben a Bükki Nemzeti Park igazgatása alá tartozik.

## Fekvése
A Bükk központi, magas részén helyezkedik el. Hosszúkás alakja van, amely nyugaton a Bél-kőnél kezdődik, majd keleti-északkeleti irányt felvéve húzódik a Bükkszentkereszt-Hámor képzeletbeli vonalig. A déli határa meglehetősen egyenes vonalat vesz fel, míg az északi Bánkútnál éri el legészakibbi kinyúlását. Hossza 18–20 km, szélessége 5–7 km.
A fennsík egésze karsztfennsík, így uralkodó kőzetei a mészkő és a dolomit. A Garadna-patak két részre osztja, a magasabb, nagyobb területű Nagy-fennsíkra és a kisebb, alacsonyabb fekvésű Kis-fennsíkra. A fennsík szélén sorakoznak a híres bükki „kövek”: Istállós-kő, Tar-kő, Pes-kő, Bálvány, Bél-kő stb. Minden oldalról hirtelen emelkedik ki környezetéből, de a magas hegycsúcsok miatt a völgyekből, az alföldről nem lehet rálátni.

## Jellemzése

### Felszíne
A fennsík hullámos felszínű, döntően 600-900 méter magasan terül el. A Bükk-fennsík központi részén helyezkedik el a Nagy-mező, amely egy fátlan, lankás terület. Mivel mészkőhegység, ezért a területén számos víznyelő, dolina, uvala, polje, karrmező és zsomboly található meg. A felszínen nincsenek egymásba nyíló völgyek, források, hiányzik a fő- és mellékgerincek rendszere. Itt alakult ki Magyarország második legmélyebb barlangja is, az István-lápai-barlang, amely több mint 250 méter mély.

### Éghajlata
A fennsík egyike Magyarország leghidegebb tájainak, az évi középhőmérséklet 5,8 ℃-tól 7 ℃-ig terjed. A legalacsonyabb értéket Bánkútnál mérhetjük. Az évi csapadékösszeg is igen magas, kb. 800 mm körül alakul. Ezzel összhangban igen nagy magyarországi összehasonlításban a hótakarós napok maximális száma is. A Nagy-mező dolináiban az összegyűlő hideg légpárnák és az erős kisugárzás miatt akár nyáron is igen kemény, akár −7 ℃-os hőmérsékleti minimumok fordulhatnak elő.

### Élővilága
Az uralkodó növényzet a szubmontán és montán bükkös, kivéve Jávorkút környékét, ahol telepített fenyves is megtalálható. A Nagy-mezőn sziklagyepek és sztyepprétek is jellemzőek. Mivel a terület nemzeti park védelme alatt áll, így igen gazdag az állatállománya is, amely főleg erdei állatokat és apróvadakat jelent. A talaj zömében redzina és savanyú barna erdőtalaj.